# Giorgio Carbone
Giorgio Carbone, conosciuto anche come Giorgio I di Seborga (Seborga, 14 giugno 1936 – Seborga, 25 novembre 2009), è stato un filantropo italiano che si fregiò per 46 anni del titolo, dal mero significato simbolico, di Principe di Seborga, un piccolo comune ligure della provincia di Imperia e la cui presunta indipendenza non è riconosciuta.

## Biografia
Giornalista e appassionato di floricoltura e di storia, negli anni sessanta presidente di una cooperativa agricola di Seborga, Carbone cominciò a promuovere l'idea che il minuscolo borgo potesse riconquistare una sua presunta antica indipendenza. Questa teoria si basava sul fatto che la vendita dell'esiguo territorio da parte degli abati di Lerino ai Savoia, avvenuta nel 1729, secondo le ricerche effettuate dallo stesso Carbone, non sarebbe mai stata registrata.
Nel 1963 Giorgio Carbone venne eletto dai cittadini seborghini alla carica simbolica di "principe", assumendo il nome di Giorgio I e il trattamento di "Sua Altezza Serenissima".
Nel 1995 il suo simbolico governo approvò gli Statuti Generali e il Regolamento del "principato", coniò monete, emise francobolli, rilasciò documenti d'identità, passaporti e targhe automobilistiche, tutti privi di valore legale. La moneta seborghina, il "luigino", che rappresenta un buono spendibile in diversi esercizi commerciali della cittadina, ha in particolar modo destato un certo interesse a livello di collezionismo numismatico. Sono state anche collocate delle garitte sia sul posto che una volta avrebbe costituito il confine di Stato sia all'ingresso del "Palazzo del Governo", infine sono stati adottati una bandiera e un inno.
Il 20 agosto 1996 Giorgio Carbone ha dichiarato l'indipendenza di Seborga, mai riconosciuta dall'Italia, che di fatto mantiene la reale giurisdizione sul territorio.
Attraverso le iniziative di Giorgio Carbone e la sua immagine inusuale di principe, Seborga ha avuto un certo risalto mediatico: nel 2005 Carbone ha partecipato al programma How to Start Your Own Country, un documentario della BBC.

### Ultimi anni e morte
Nel mese di gennaio 2006 Giorgio I, ammalato di sclerosi laterale amiotrofica, ha annunciato la sua intenzione di "abdicare", ma il proposito è stato poi ritirato.
Giorgio Carbone è morto nel 2009 all'età di 73 anni; il suo corpo è stato cremato e le sue ceneri disperse nel Mar Ligure. Gli è "succeduto" nel 2010 Marcello Menegatto.